# Tösstal

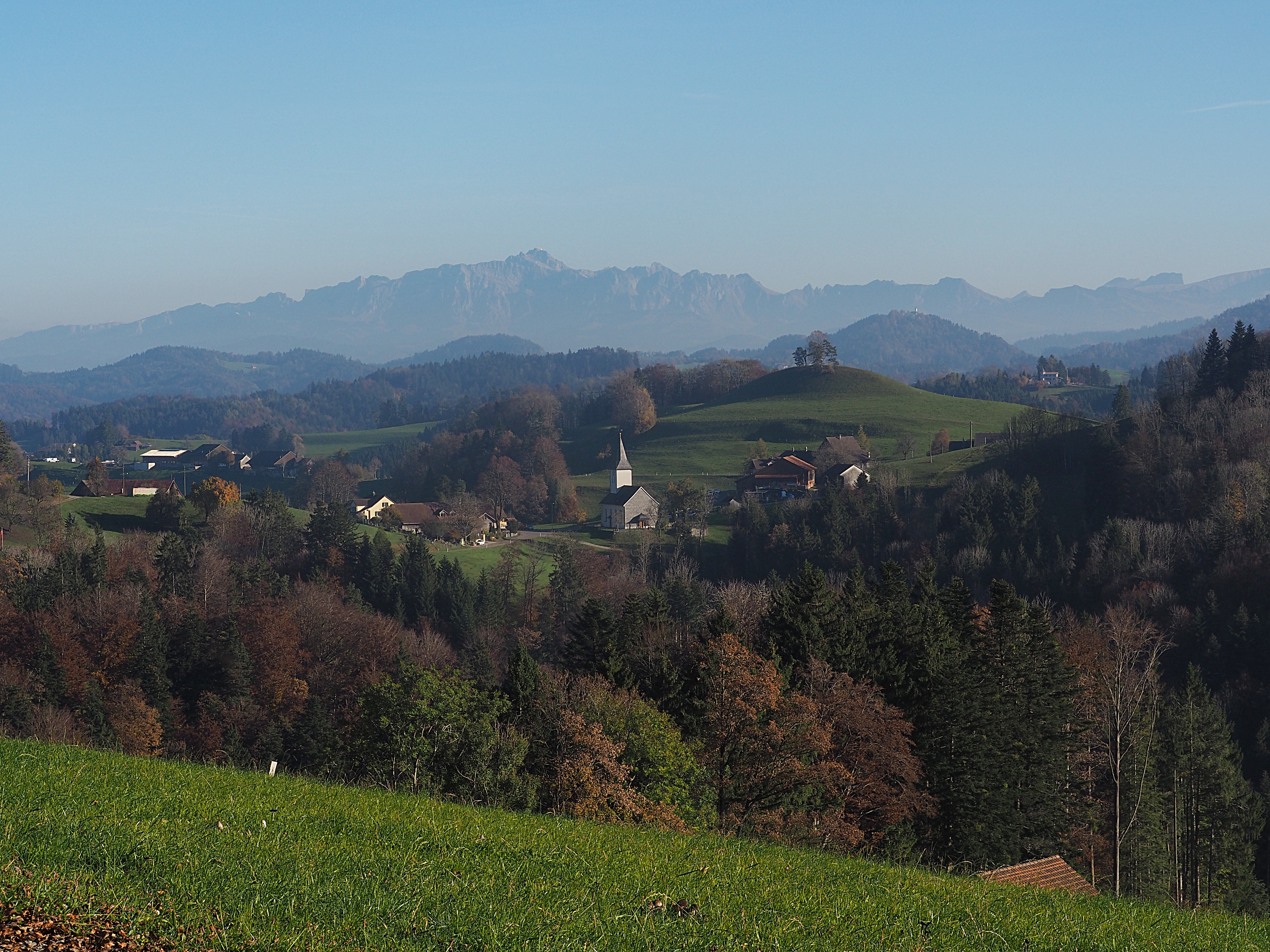
Herbststimmung im Tösstal

Das Tösstal ist eine Region im Osten des Kantons Zürich in der Schweiz. Es wurde topographisch stark durch die eiszeitlichen Vorstösse des Linthgletschers und den Fluss Töss geprägt. Die Stadt Winterthur teilt es in einen westlichen Teil, das untere- und einen südöstlichen Teil, das obere Tösstal, das auch den Namen Tössbergland führt.
Steile Nagelfluhwände mit hoch aufgetürmten Gubeln, tief eingeschnittenen, fast unberührten Seitentobeln mit rauschenden Wasserfällen (Giessen) und wilden Wäldern gelten als schützenswertes Naherholungsgebiet mit Gämsen, Auerhühnern und ausgewilderten Luchsen. Wiederansiedlungsversuche des Uhus in den sechziger Jahren waren nicht nachhaltig.

## Oberes Tösstal
Wer vom Tösstal spricht, meint in der Regel nur diesen Teil. Er führt auch den geographischen Namen Tössbergland und im alten Zürcher Oberländer Dialekt auch Pirg (für ‚Gebirge‘). Die Töss entspringt am Tössstock noch auf St. Galler Gebiet und fliesst auf Zürcher Boden am Fuss der Strahlegg zwischen Hüttkopf und Schnebelhorn zum Ortsteil Steg im Tösstal der Gemeinde Fischenthal, von hier aus über die Weiler Lipperschwendi und Wellenau nach Bauma, an Juckern, Saland und Tablat vorbei nach Wila, Turbenthal, Zell, Rikon und Kollbrunn, bevor sie nach Sennhof streckenweise renaturiert das Linsental südlich des Eschenbergs durchfliesst und schliesslich den Winterthurer Stadtteil Töss erreicht.
Die eigentlichen Tösstalgemeinden im oberen Teil sind Fischenthal, Bauma, Wila, Turbenthal, Zell und mit kleinem Anteil Winterthur. Die übrigen Orte sind Sektionen dieser Gemeinden.
Beide Talseiten, linksufrig auf der Allmenkette bis Kyburg, rechts auf der Hörnlikette bis zum Eschenberg, sind Streusiedlungsgebiete mit Einzelhöfen und kleinen Weilern. Der 1876 fast durchgehend korrigierte und mit Schwellen und Flussdämmen befestigte Tösslauf war auch bestimmend für die Linienführung von Tösstalstrasse (1837) und -Bahn (1875). An zahlreichen Stellen verlaufen Töss, Strasse und Bahn in unterschiedlicher Reihenfolge nebeneinander. Der Zahl der Tösstalgemeinden entsprechend müsste die Tösstalbahn sechs Stationen haben. Es sind aber weit mehr, weil die Gemeinde Fischenthal mit Steg im Tösstal, Fischenthal und Gibswil deren drei hat, wie Zell mit Kollbrunn, Rikon und Rämismühle-Zell. Bauma hat zwei Bahnhöfe: Saland und Bauma. Die unterste Station, bereits auf Winterthurer Stadtgebiet, trägt mit dem prominenten Namen ihres gut zwei Kilometer entfernten und 150 Meter höher gelegenen Nachbarn flussabwärts den Doppelnamen Sennhof-Kyburg.

## Unteres Tösstal
Flussabwärts mündet im unteren Tösstal in Wülflingen von Osten die Eulach in die Töss. Sie durchfliesst diesen Winterthurer Stadtteil und tangiert westwärts die Gemeinden Neftenbach, Pfungen, Dättlikon, Embrach, Rorbas und Freienstein-Teufen, wo sie bei der Tössegg in den Rhein mündet.

## Geschichte
Erste Besiedlung des oberen Tösstals durch Kelten gilt als wahrscheinlich. In  Zell wurden im Bereich der Kirche Belege römischer Besiedlung (Villa Rustica) nachgewiesen. Nachdem sich die Römer aus der Gegend von Winterthur (Vitudurum) zurückgezogen hatten, drangen die Alemannen ins Tösstal vor.
Im 19. Jahrhundert war die Wasserkraft Basis einer blühenden Textilindustrie, die sich entlang des Flusslaufes ansiedelte. Die Wasserkraft der Töss führte aber auch immer wieder zu Überschwemmungen und brachte der Region viel Zerstörung.
Die ärmliche kleinbäuerliche Bevölkerung verdiente sich zur Zeit der Heimindustrie mit Spinnen und Handweben ein Zugeld durch das Schnitzen von Holzlöffeln, was der Region den Namen Chelleland (schweizerdeutsch: Chelle = deutsch: Kochlöffel) einbrachte. Als Heimarbeit war auch die Korbflechterei verbreitet und die Köhlerei ein eigenes Gewerbe. Die industriell betriebene Streichholzfabrikation vergab eine Zeit lang Aufträge an Heimarbeiter zur Herstellung von Schwefelhölzern. So die Chemische Zünd- und Fettwarenfabrik G.H. Fischer in Fehraltorf. Gesundheitliche Gefahren im Umgang mit Phosphor und Schwefel setzten aber neue gesetzliche Grenzen und der Heimarbeit mit Streichhölzern ein Ende.
1876 wurde die Tösstalbahn fertiggestellt und verband so die Städte Winterthur und Rapperswil. Treibende Kraft bei der Realisierung war der Schweizer Eisenbahnbauer Adolf Guyer-Zeller, der auch den Bau der Jungfraubahn initiierte. Guyer-Zeller schied aber aus dem «Tösstalbahn-Comité» aus, weil seine gewünschte Linienführung über Bubikon nicht berücksichtigt wurde. Der in Mailand tätige Fischenthaler Industriekaufmann Johannes Schoch sprang als Wohltäter ein und half, den Bau der Tösstallinie bis Wald zu finanzieren, die 1876 eröffnet wurde. Die Dampfbahn war bis 1956 als eine der letzten in der Schweiz noch in Betrieb; bis heute führt der Dampfbahn-Verein Zürcher Oberland auf der Strecke Hinwil–Bauma Fahrten mit Dampflokomotiven durch.
Kleinere Gewerbe wie das Schürfen von Molassekohle wurden im 19./20. Jh. in den Kohlenlöchern bei Sennhof und Kollbrunn betrieben, ebenso der Abbau von Quelltuff bei der Tüfels Chilen im Bäntal.
Im Tösstal liegt das 1968 gegründete Tibet-Institut Rikon, das den vor der chinesischen Gewalt in die Schweiz geflohenen Tibetern und ihren Nachkommen eine geistige Heimat gibt.

## Galerie oberes Tösstal

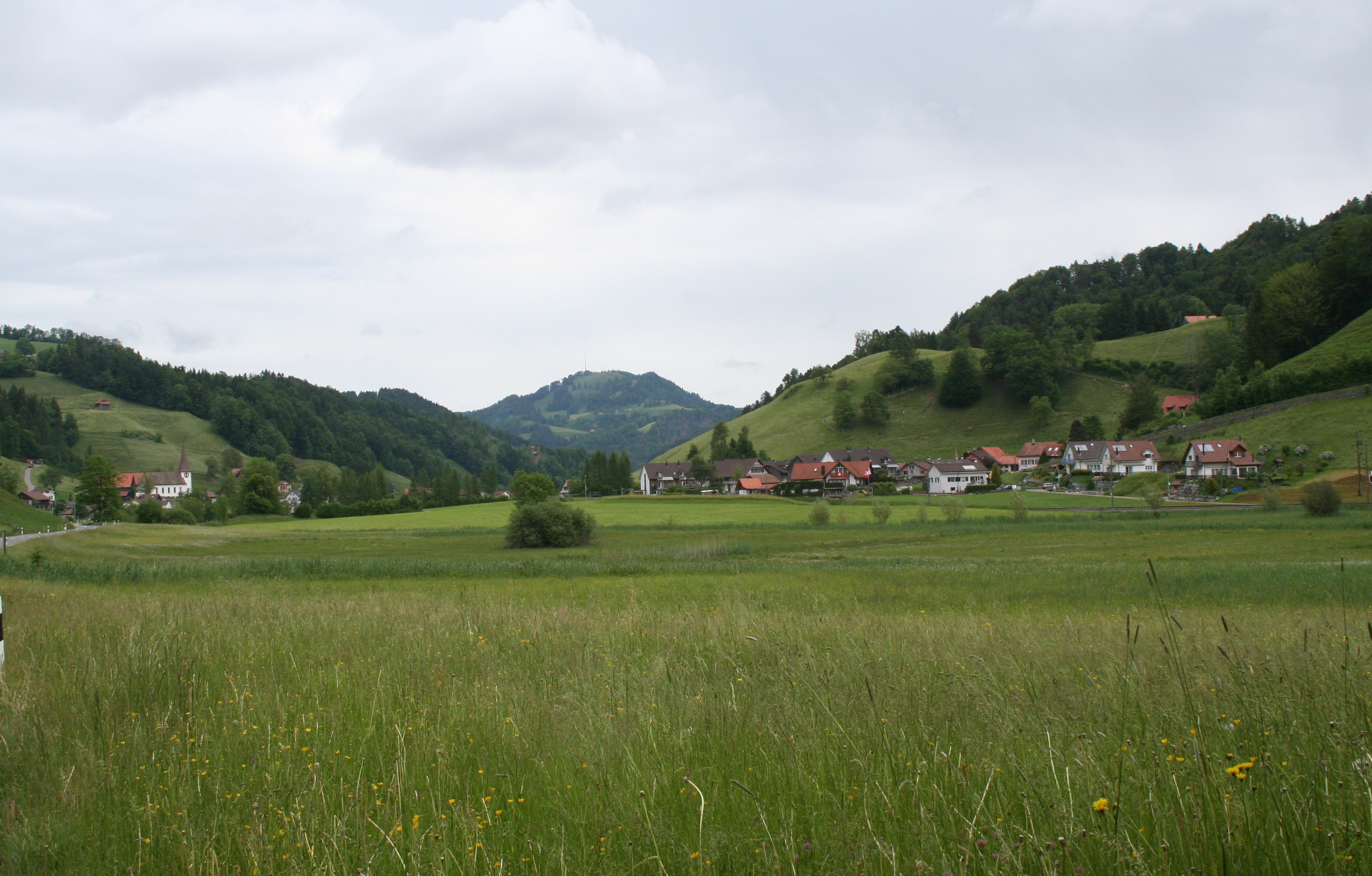
Tösstal bei Fischenthal
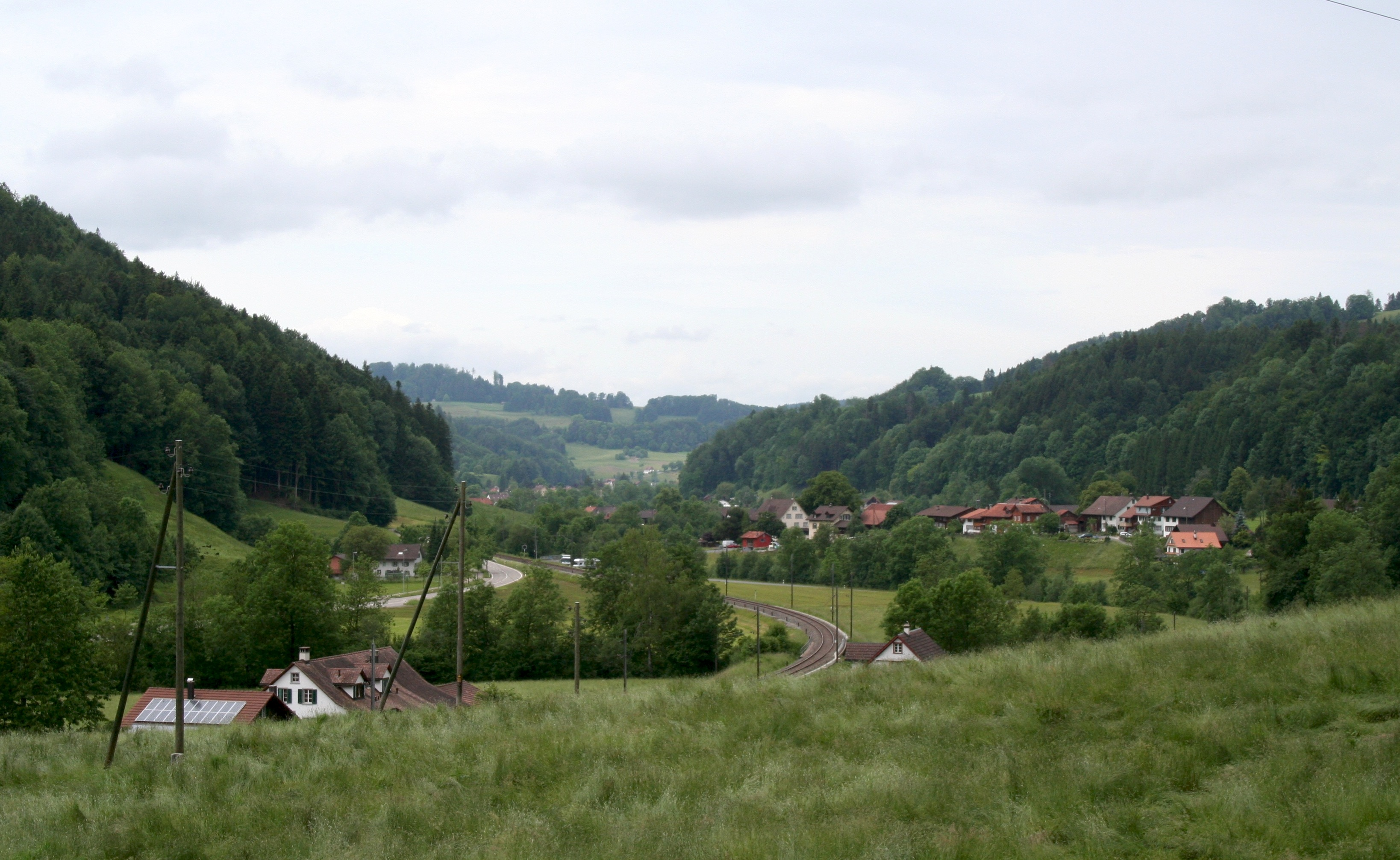
Tösstal bei Steg
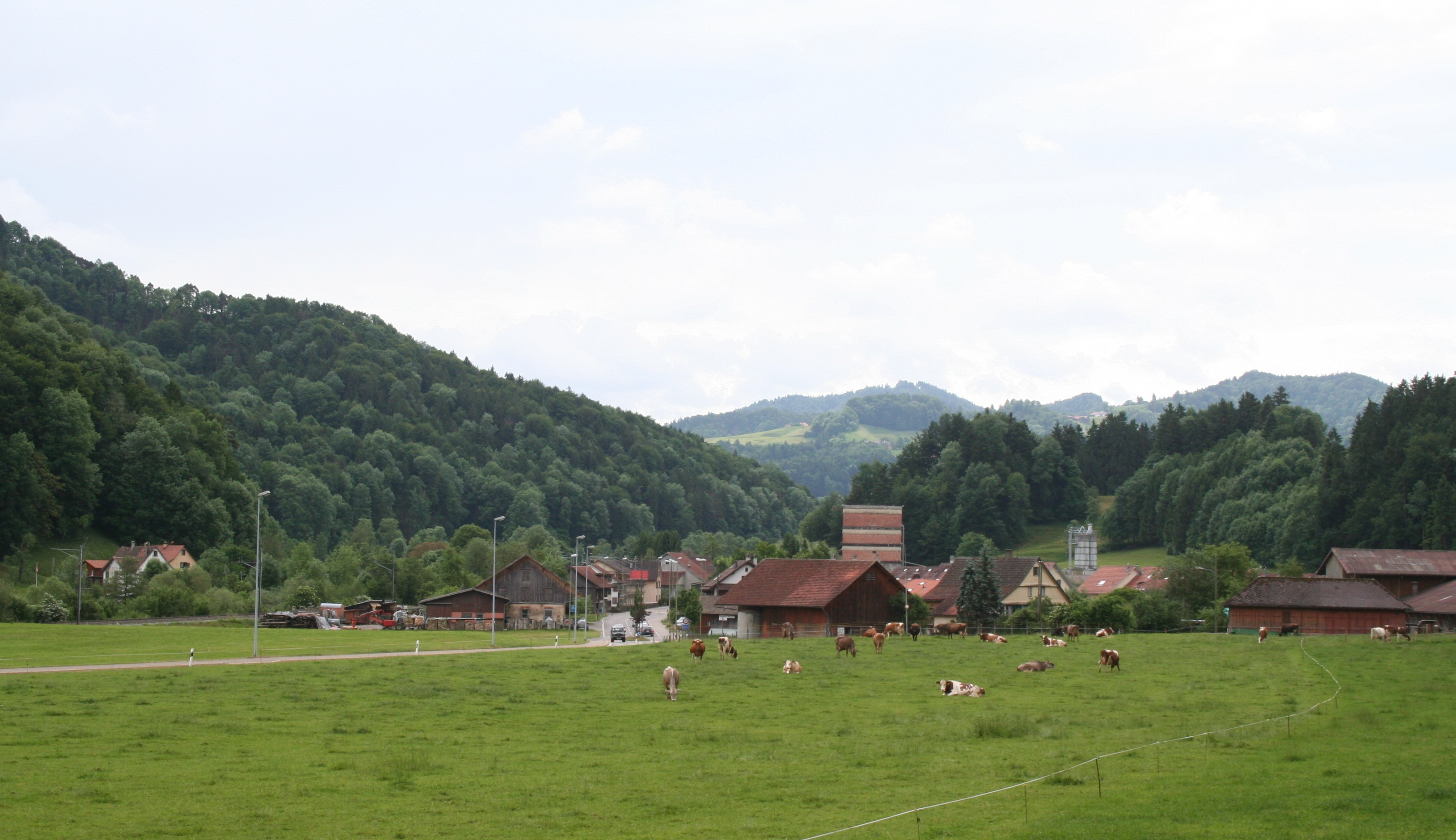
Tösstal bei Dillhus